# Maślakowate
Maślakowate (Suillaceae Besl & Bresinsky) – rodzina grzybów znajdująca się w rzędzie borowikowców (Boletales).

## Systematyka
Pozycja w klasyfikacji według Index Fungorum: Boletales, Agaricomycetidae, Agaricomycetes, Agaricomycotina, Basidiomycota, Fungi.
Takson utworzyli Helmut Besl i Andreas Bresinsky w 1997 r.
Według aktualizowanej klasyfikacji Index Fungorum bazującej na Dictionary of the Fungi do rodziny tej należą rodzaje:
- Psiloboletinus Singer 1945
- Suillus Gray 1821 – maślak
- Truncocolumella Zeller 1939